# Championnats d'Europe de judo 1965
Navigation
Édition précédente Édition suivante
La 14e édition des championnats d'Europe de judo, s'est déroulée les 23 et 24 avril 1965 à Madrid, en Espagne. Ce sont dorénavant 6 titres individuels qui sont décernés dans les épreuves suivantes : poids plumes, légers, moyens, mi-lourds, lourds et toutes catégories et ce dans les deux compétitions amatrice et professionnelle. La seconde journée de compétition est marquée par la présence du prince Juan Carlos et de la princesse Sophie.

## Résultats

### Individuels amateurs
| Épreuves                       | Or                        | Argent                    | Bronze                                           |
| ------------------------------ | ------------------------- | ------------------------- | ------------------------------------------------ |
| moins de 63 kg poids plumes    | Oleg Stepanov (URS)       | Alexeï Illonchin (URS)    | Serge Feist (FRA) Karl Reisinger (AUT)           |
| moins de 70 kg poids légers    | André Bourreau (FRA)      | Günther Wiesner (GDR)     | Manfred Penz (AUT) Joachim Schröder (GDR)        |
| moins de 80 kg poids moyens    | Wolfgang Hofmann (FRG)    | Lionel Grossain (FRA)     | Anatoli Bondarenko (URS) Otto Smirat (GDR)       |
| moins de 93 kg poids mi-lourds | Ansor Kibrokachvili (URS) | Yves Reymond (FRA)        | Jacques Le Berre (FRA) Jan Snijders (NED)        |
| plus de 93 kg poids lourds     | Herbert Niemann (GDR)     | Parnaos Zhikviladze (URS) | Horst Lieder (FRG) Wim Ruska (NED)               |
| Toutes catégories              | Anzor Kiknadze (URS)      | Wim Ruska (NED)           | Jean-Pierre Dessailly (FRA) Anatoli Saunin (URS) |

### Individuels professionnels
| Épreuves                       | Or                        | Argent                | Bronze                                         |
| ------------------------------ | ------------------------- | --------------------- | ---------------------------------------------- |
| moins de 63 kg poids plumes    | Alexei Illonchin (URS)    | Sergueï Suslin (URS)  | Kazimierz Jaremczak (POL) Anton Linskens (NED) |
| moins de 70 kg poids légers    | Vladimir Kuspizh (URS)    | Brian Jacks (GBR)     | Salvador Alvarez (ESP) Mihal Vachun (TCH)      |
| moins de 80 kg poids moyens    | Martin Poglajen (NED)     | Patrick Clément (FRA) | Ray Ross (GBR) Gérard Buc (FRA)                |
| moins de 93 kg poids mi-lourds | Anatoli Youdine (URS)     | Joop Gouweleeuw (NED) | Karl Nitz (GDR) Anthony Sweeney (GBR)          |
| plus de 93 kg poids lourds     | Parnaos Zhikviladse (URS) | Günther Monczik (FRG) | Anton Geesink (NED) Alphonse Lemoine (FRA)     |
| Toutes catégories              | Alfred Meier (FRG)        | Syd Hoare (GBR)       | Anton Geesink (NED) Jacques Noris (FRA)        |

### Par équipes
| Épreuve     | Or | Argent                                                                             | Bronze |
| ----------- | --- | ---------------------------------------------------------------------------------- | --- |
| Par équipes | Union soviétique Aron Bogoljubov Anatoli Bondarenko Anzor Kiknadze Anatoli Kibrokachvili Oleg Stepanov | Pays-Bas Anton Geesink Joop Gouweleeuw Martin Poglajen Willem Ruska Peter Snijders | France André Bourreau Serge Feist Georges Gress Lionel Grossain Jacques Le Berre Allemagne de l'Est Paul Barth Helmut Howiller Herbert Niemann Otto Smirat Günther Wiesner |

- Demi-finales :
  -  Pays-Bas -  Allemagne de l'Est : 4 victoires à 1
  -  Union soviétique -  France : 5 victoires à 0

- Finale :
  -  Union soviétique -  Pays-Bas : 4 victoires à 1

## Tableau des médailles
Les médailles de la compétition par équipes ne sont pas comptabilisées dans ce tableau.
| Rang  | Nation               | Or | Argent | Bronze | Total |
| ----- | -------------------- | -- | ------ | ------ | ----- |
| 1     | Union soviétique     | 7  | 3      | 2      | 12    |
| 2     | Allemagne de l'Ouest | 2  | 1      | 1      | 4     |
| 3     | France               | 1  | 3      | 6      | 10    |
| 4     | Pays-Bas             | 1  | 2      | 5      | 8     |
| 5     | Allemagne de l'Est   | 1  | 1      | 3      | 5     |
| 6     | Royaume-Uni          | 0  | 2      | 2      | 4     |
| 7     | Autriche             | 0  | 0      | 2      | 2     |
| 8     | Espagne              | 0  | 0      | 1      | 1     |
| 8     | Pologne              | 0  | 0      | 1      | 1     |
| 8     | Tchécoslovaquie      | 0  | 0      | 1      | 1     |
| Total | Total                | 12 | 12     | 24     | 48    |

## Sources
- Podiums complets sur le site JudoInside.com.

- Epreuve par équipes sur le site allemand sport-komplett.de.